# Polibio
Polibio (Megalópolis, Grecia, 200 a. C.-118 a. C.) fue un historiador griego. Es considerado uno de los historiadores más importantes, debido a que es el primero que escribe una historia universal. Su propósito central fue explicar cómo pudo imponerse la hegemonía romana en la cuenca del Mediterráneo, mostrando cómo se encadenan los sucesos políticos y militares acontecidos en todos los rincones de este ámbito geográfico. Además de esto, Polibio es el historiador antiguo que más ha escrito sobre la historia y sobre la forma de hacer Historia. Será retomado en la modernidad para forjar algunos de los puntos básicos que formarán la disciplina de la Teoría de la Historia.
Sus apreciaciones políticas son consideradas aún hoy en día, siendo material de estudio en diversas disciplinas, como la Ciencia Política o las Relaciones Internacionales.
También se lo considera el creador del Cuadrado de Polibio, una forma de cifrar un mensaje reemplazando letras por pares de números.

## Biografía
Como miembro de la clase gobernante, Polibio tuvo la oportunidad de conocer de primera mano los asuntos políticos y militares de su época. Su carrera política estuvo dedicada durante largo tiempo a conservar la independencia de la Liga Aquea. Se inició como embajador, junto con Licortas (su padre) y Arato el Joven en la malograda embajada a Ptolomeo V Epífanes, que murió antes de poder recibirles. Luego fue elegido hiparca de la liga para el período 169/168 a. C. Como principal representante de la política de neutralidad en la guerra entre Roma y Perseo de Macedonia, atrajo sobre sí las sospechas de los romanos, siendo uno de los 1000 nobles aqueos transportados en 166 a. C. a Roma como rehenes, lugar donde permaneció retenido durante diecisiete años.
Gracias a su elevado nivel cultural, Polibio fue admitido en las más distinguidas casas de Roma, particularmente en la de Lucio Emilio Paulo Macedonico, vencedor de la tercera guerra macedónica (171-168 a. C.), quien le encargó la educación de sus hijos: Fabio y Escipión. Mediante la intercesión de Escipión en 150 a. C., Polibio obtuvo el permiso para regresar a su hogar, pero en lugar de ello pasó los siguientes años en compañía de su amigo en África, donde pudo estar presente en la tercera guerra púnica y en la conquista de Cartago, hecho que describió en su narración histórica. Polibio llegó a combatir personalmente en el sitio, fundando su opinión de que sólo un verdadero militar debería escribir sobre la guerra.
Su estancia en la península ibérica, durante las guerras celtíberas, le sirvió para estudiar la geografía, los pueblos y las costumbres de Hispania. Tras la destrucción de Corinto (146 a. C.), y gracias a su popularidad en Roma, se le encomendó establecer las bases de la futura provincia de Acaya, utilizando como base las decisiones de la comisión de decemviros. Polibio volvió a Grecia y se valió de sus conexiones con los romanos para impulsar allí una mejora de las condiciones de vida, contribuyendo a consolidar el gobierno de las oligarquías en acuerdo con Roma. Polibio encaró la difícil tarea de organizar la nueva forma de gobierno de las ciudades griegas, ganando en esta labor el mayor de los reconocimientos.
Tras finalizar este trabajo, regresó a Roma. Los años siguientes significaron un gran impulso a su obra escrita, imbuido como estuvo en su trabajo histórico, y emprendiendo ocasionalmente largos viajes por los países mediterráneos para obtener conocimientos de primera mano sobre lugares históricos. Al parecer, solía también entrevistar a los veteranos de las guerras de Roma para aclarar detalles de los hechos que describía, y consiguió acceso a los archivos para este mismo propósito.
Tras la muerte de su amigo Escipión, regresó de nuevo a Grecia, donde murió a la edad de ochenta y dos años al caer de su caballo, tal como señala el Pseudo Luciano.

## Obra
Se conserva la mayor parte de su obra, escrita con un método riguroso que se basa en una estricta documentación y en su presencia en el lugar de los hechos que describe. Su extensa Historia general contaba con 40 volúmenes. Otras obras citables son Tratado de táctica, "Encomio a Filopemen" y La guerra de Numancia, pero de las cuales nada nos ha quedado salvo testimonios directos del propio Polibio y otros autores de la antigüedad. Además, con Tucídides, fue uno de los primeros historiadores en excluir la acción divina entre las causas materiales y sus consecuencias.
Compuso sistemáticamente su obra para que sea siempre acorde en su relación con la historia general del mundo mediterráneo. Dice Polibio que "...de la recíproca comparación y confrontación de los hechos se forma un juicio muy diverso del que se concibió viéndolos separados [...] cuánta ventaja hay del saber al simple oír, otro tanto supera la historia universal a las relaciones particulares." (Historias, III, 7). Su obra es, a la vez, 
pragmática, en su continua demostración de los principios de la causa y el efecto.
Las causas se dividen en (V, III):
- Causa (kriseis, dialépseis, epínoiai y syllogismois)
- Inicio (epiboaí, práxeis)
- Pretexto.

La actuación de la tykhe (Fortuna) es un tema un tanto controvertido, el escritor la invoca en repetidos pasajes, hay una tensión dialéctica entre tykhe y eunoia. Para el autor los elementos que definen los hechos son, en primer lugar: la politeia; en segundo: los grandes personajes; y, por último, la Fortuna. El siguiente fragmento es de lo más elocuente al respecto; “… las gentes que no pueden discernir con precisión las ocasiones, los motivos y las actitudes de cada uno, bien por su natural cortedad, bien por inexperiencia o pereza, achacan a los dioses o a la suerte la justificación de lo que se realiza con la inteligencia que nace de la reflexión y la previsión.” (X, 5, 8).
La característica principal de su pensamiento fue el cuidado y la veracidad que otorgaba a sus conclusiones. Tenía un instinto natural en encontrar la verdad: “La verdad, decía Polibio, es expuesta por la naturaleza a los hombres como algo supremo en divinidad y poder, tarde o temprano, la verdad prevalecería sobre cualquier oposición”.
Nietzsche describe el pensamiento de Polibio, que teniendo en su mente al hombre de acción, dice que el estudio de la historia política constituye la más adecuada preparación para el gobierno del Estado y es la mejor maestra que, al recordarnos los infortunios de otros, nos amonesta a soportar con firmeza los cambios de la fortuna.
Polibio expresa, con claridad meridiana, el objetivo de su historia – y no es casual que en la actualidad siga vigente-: 
“(…) dilucidar la estructura general y total de los hechos ocurridos, cuándo y dónde se originaron, y cómo alcanzaron su culminación.” ( I, 4, 3)

### Contenido deHistorias
Historias constaba de cuarenta libros, de los cuales se conservan completos los cinco primeros.
El historiador tiene como objetivo narrar los 52 años que necesitó Roma para hacerse con la hegemonía mundial (220-168), pero retrocede hasta la primera guerra púnica (264) para hacernos conocer los antecedentes y sigue hasta el 146 para darnos a conocer las consecuencias. En estos libros Polibio plantea diferentes teorías, como la de la anaciclosis.
- I-II: Introducción
- III: Primera guerra púnica hasta la batalla de Cannas.
- IV-V: Guerra de los Aliados
- VI: Constitución romana
- VII- XV: Conquistas de Italia, Sicilia, España, Galia, guerra de Aníbal, rebelión de Egipto.
- XII: Método, polémica con Timeo.
- XVI-XXX: Segunda guerra macedónica, guerra de Antíoco, tercera guerra macedónica, triunfo de Paulo Emilio (batalla de Pidna).
- XXIV: Geografía
- XXXVIII- XXXIX: Destrucción de Cartago y Corinto.
- XL: Sumario

### Historia universal
Polibio es el gran inventor de la historia universal. Josep Alsina nos explica que lo impulsan las concepciones ecuménicas del estoicismo para escribir una visión “nóptica”, aunque él mismo reconoce en Éforo a su precursor. Para poder llevar a cabo tan magna empresa, teje su urdimbre con la symploké, el entrelazamiento y correlación de los acontecimientos.

### Historia pragmática
Polibio hace una historia universal, que pretende abarcar todos los pueblos del Mediterráneo, uniendo los acontecimientos. Dirá que eso es fruto de una realidad, que es Roma, que ha unificado todas las zonas. Es por fin un universo.
El tema central de Polibio es la conquista de Roma. Polibio nos va a contar muchos detalles de los episodios militares, pero también buscará las causas estructurales, cosa que resulta ser la primera vez que se hace. El elemento conductor para todas estas historias es la guerra.
Cree que hay tres tipos de historia:
- La historia de familia, que se basa en el estudio de las genealogías, esta es una historia que no le interesa.
- Historia sobre la fundación de colonias y del poder, que tampoco le interesa a Polibio.
- La Historia pragmática, que es la que realmente le interesa, porque es una historia útil, ya que tiene un uso para el estudioso, al hablar de las guerras y de asuntos políticos. En Polibio se confirma la idea de que el historiador ha de ser un exiliado. Es la tradición del historiador como traidor, que se pasa al bando de los vencedores. Lo que hace pragmática a esta historia es la búsqueda de causas. Polibio, en este caso de la conquista, encuentra causas militares, a partir de las batallas, analiza que el ejército romano es superior, porque la legión tiene ventajas estructurales sobre otro tipo de formaciones, porque es más elástica y está mejor preparada. El otro tipo de causa que menciona es la que deriva de la estructura socio–política de un Estado, siendo la mejor la de Roma por ser más plástica y resistente que las demás. También hace una clasificación de la historia pragmática según las fuentes (XXII 25e):

- Documental
- Geográfica
- Política
Polibio basándose en Aristóteles afirma que hay seis formas de gobierno, y todas ellas sufren una degradación. En un principio, hay tres tipos de estructuras:
1. Monarquía: gobierno de uno solo.
2. Aristocracia: gobierno de varios.
3. Democracia: gobierno de muchos.

Todas ellas pueden degenerar:
1. Monarquía: Tiranía
2. Aristocracia: Oligarquía
3. Democracia: Oclocracia

Polibio sostenía que todas las potencias que habían sido poderosas, habían caído por la degradación. Pero Roma conservaba su poder porque combinaba de forma equilibrada las tres formas, siendo:
1. Realeza: Consulado
2. Aristocracia: Senado
3. Democracia: Comicios

Por esta razón, Roma siempre se podía imponer a los demás Estados, siendo el único que les podía hacer frente Cartago, ya que ellos también alcanzaron un equilibrio, aunque no era tan perfecto como el de Roma. Lo más importante es que Polibio es el primero que plantea este tipo de causa.
La suerte de Polibio ha sido diversa a través de los siglos.

## Estilo
Polibio escribe en griego, con morfología ática, léxico y sintaxis koiné, agrupamiento de sinónimos, paráfrasis, adjetivos e infinitivos sustantivados, formaciones en –sis y –ma, verbos compuestos, frases hechas, construcciones participiales, expresiones típicas de la cancillería helenística. El ornato no está especialmente cuidado; sin embargo, hay ejemplos de la lengua poética: hipérbaton, comparaciones, metáforas, citas de Homero y Eurípides. Evita el hiato, no da gran importancia al ritmo de la frase. Polibio declara que no busca la narración dramática, y critica a otros autores por ello, lo que ha conducido a la categorización de una supuesta historiografía trágica. Sin embargo, él mismo recurre a elementos dramáticos en algunos pasajes, como la revuelta de Alejandría (XV, 25-33) o la “tempestad de males” de Filipo V (XXIII, 10 ss).

## Influencia
Polibio era un escritor mediocre para los griegos, poco atractivo de leer, ya que la historia era, ante todo, literatura y Polibio era un mal narrador, pues no prestaba atención a la forma; otra de las causas de que no gustase entre los griegos es que en su libro relata cómo estos habían sido derrotados por los romanos. En el Renacimiento cobrará gran prestigio por ser esta una época en la que los eruditos están muy preocupados por el origen de las formas de gobierno. Entre quienes lo siguen se destaca Nicolás Maquiavelo, que toma su categorización de los regímenes políticos y su explicación del éxito de la república romana. Su influencia se extendería también hasta el siglo XVIII, cuando Montesquieu se basa en este autor para sus ideas de la división del poder, de la misma manera en que también se basará parcialmente en sus ideas la Constitución de los Estados Unidos. En el siglo XIX volverá a perder importancia, con los románticos. No obstante, en el siglo XX y con la historia estructural, volverá a ser considerado como un autor importante.
Como es común en los autores grecorromanos, solo se conservan aproximadamente la mitad de los veinticuatro libros que escribió.

## Eponimia
- El cráter lunar Polybius lleva este nombre en su memoria.[2]
- El asteroide (6174) Polybius también conmemora su nombre.[3]